# سد قيز قلاسي

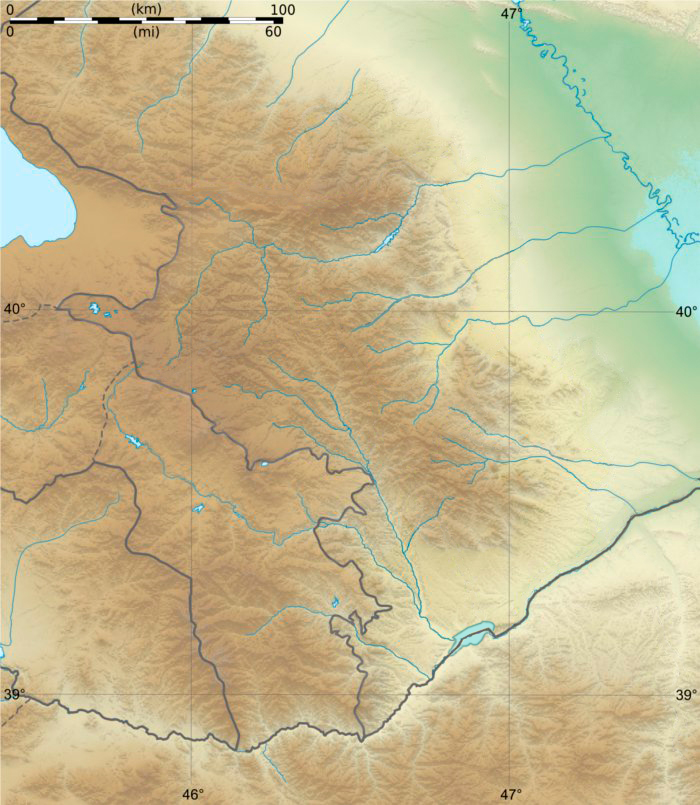

سد قيز قلاسي أو سد قيز قلاسي Giz Galasi Reservoir (الأذربيجانية : Qız Qalası su anbarı) تم بناؤه على نهر آراس على الحدود الدولية بين إيران وأذربيجان في 1999-2008.  يقع الخزان على بعد 12 كم أسفل خزان خودا عفارين. ويغطي أراضي مقاطعة جبرائيل في أذربيجان. من عام 1993 إلى 18 أكتوبر 2020، كان الخزان تحت سيطرة أرمينيا إلى جانب محطة الطاقة الكهرومائية التي تحمل الاسم نفسه. ومن المخطط تزويد 12 ألف هكتار من الأراضي بالمياه من خلال سد قيز قلاسي.  ويبلغ حجم الخزان 1.6 مليار م 3. 

## تاريخه
كانت الأهداف الرئيسية لبناء سد قيز قلاسي هي إنتاج الطاقة الكهرومائية والري. تم تطوير المشروع بموجب اتفاقية بين الاتحاد السوفيتي وإيران في أكتوبر 1977. تم الانتهاء من المشروع في عام 1982. 
ما بين 28 يونيو و2 يوليو 1994، خلال الزيارة الرسمية الأولى للرئيس الأذربيجاني حيدر علييف إلى جمهورية إيران، تم التوقيع على مذكرة حول تنفيذ المشروع. 
في فبراير 2016، وقعت الحكومتان اتفاقية للتعاون في مجال بناء وتشغيل واستخدام موارد الطاقة والمياه في خزاني خودا عفارين وقيز قلاسي.  
في 19 مايو 2024، افتتح الرئيس الأذربيجاني إلهام علييف والرئيس الإيراني إبراهيم رئيسي مجمع قيز قلاسي للطاقة الكهرومائية بالإضافة إلى تشغيل مجمع خودا عفارين للطاقة الكهرومائية.   ومن المتوقع أن تنتج المحطتان 368 مليون كيلووات في الساعة. 

## أنظر أيضا
- جسور خودافرين
- منطقة جبرائيل